# Ipomoea bombycina
Ipomoea bombycina là một loài thực vật có hoa trong họ Bìm bìm. Loài này được (Choisy) Benth. & Hook. f. mô tả khoa học đầu tiên năm 1876.